# Добротворский, Вениамин Фёдорович
Добротворский Вениамин Фёдорович (9 (21) октября 1857, Подольск, Московская губерния — 1918) — действительный статский советник, инженер-механик, изобретатель. Автор нереализованных проектов гидроэлектростанций на реках Нарве (Нарове), Вуоксы и Волхове, а также Южно-Донецкой сети железных дорог. Учредитель «Петербургского общества электрической передачи силы водопадов».

## Биография
Родился в семье личного дворянина. После окончания Императорского Московского технического училища (МГТУ им. Н. Э. Баумана), в 1880 году поступил на военную службу, став канониром первой гренадерской бригады генерал-фельдмаршала принца Фридриха Карла Прусского (1828—1885). Наличие высшего образования, а также особый статус вольноопределяющегося позволили Вениамину Федоровичу уже в июле 1880 году уволиться в запас. В 1884 году поступил на службу в Инженерный корпус и был направлен в Варшавское крепостное инженерное управление. С 1891 года служил младшим ревизором Варшавской контрольной палаты, занимался организацией водоснабжения и канализации Варшавы. В 1893 году В. Ф. Добротворский переехал в столицу и стал контролером конторы Балтийской и Псково-Рижской железной дороги. Через пять лет безупречной службы его перевели в Министерство путей сообщения в качестве сверхштатного заводского инспектора Путиловского завода, а спустя ещё год, назначили младшим инженером отдела по исполнению и освидетельствованию заводов министерства и паровых котлов на судах. В 1913 году В. Ф. Добротворского прикомандировали к Канцелярии министра путей сообщения, но ухудшение здоровья заставило его спустя год (с 1 сентября 1914 г.) выйти в отставку в чине действительного статского советника. С 1915 года получал усиленную пенсию из казны.
В 1897 году учредил «Петербургское общество электрической передачи силы водопадов» с целью использования гидравлических сил рек Нарвы и Вуоксы для электроснабжения Петербурга. В 1912 году, формально оставаясь учредителем, передал бразды правления обществом П. И. Ратнеру и представителям русских и иностранных капиталов.
После 1915 года судьба В. Ф. Добротворского остается неясной. Адрес-календарь Петербурга в 1917 года ещё содержит адрес, по которому инженер проживал с 1913 года — Новодеревенский участок, ул. Лебедева, д. 44 — однако, затем следы полностью теряются.
Имел ордена св. Станислава и серебряную медаль в память царствования императора Александра III.

## Проекты

### Проект электрификации Петербурга
Главным проектом В. Ф. Добротворского стал план электрификации промышленности и транспорта Петербурга посредством строительства гидроэлектростанций на реках Нарве, Вуоксе и Волхове, предложенный в окончательном варианте в 1903 году. Занимаясь изысканиями на всех трех водных артериях с 1890 года, В. Ф. Добротворский постепенно составил три самостоятельных проекта гидроустановок и плотин для каждого объекта: сначала, благодаря близкому положению к столице, в инженера заинтересовал порожистый участок Вуоксы — Большая Иматра, затем Нарва, протекающая в более промышленно развитой местности, и, наконец, Волхов. При создании отдельных проектов станций инженер основывался на последних достижениях техники. Выбрав первоначально для линии электропередач трехфазный переменный ток высокого напряжения (в более поздних проектах инженер отдал предпочтение постоянному току высокого напряжения), В. Ф. Добротворский апеллировал к опыту Лауфен-Франкфуртской передачи, а при разработке элементов гидротехнических сооружений — обратился к схемам не менее знаменитых тогда Ниагарской (г. Буффало, США) и Рейнфельденской (г. Рейнфельд, Германия) гидростанций. Объединение трех планируемых станций в единую сеть предполагал последний проект, опубликованный в 1903 году. В нём также описана схема общегородской электросети, образованной девятью высоковольтными линиями (по три линии от каждой гидростанции) с единым распределительным пунктом и техническими параметрами. При этом в отличие от большинства городских станций, электричество которых использовалось в основном для освещения, энергия водопадов предназначалась, прежде всего, для электродвигателей промышленных предприятий города и губернии, железнодорожных магистралей и Приладожских судоходных каналов. Инженер максимально защитил систему от сбоев: в случае обрыва линий от одной из станции предусматривалась возможность переключения на оставшиеся; засуха также не могла обесточить город, так как реки питались от разных бассейнов. Общая схема, разработанная В. Ф. Добротворским, носила скорее эскизный характер: были очерчены базовые элементы (проекты станций и принципы работы общей высоковольтной сети). В случае полной реализации проекта (строительства трех гидростанций с линиями электропередач и городским распределительным пунктом), столица должна была получить чуть более 55 тыс. кВт (55 604 кВт.). Для сравнения, по состоянию на осень 1899 года все станции Петербурга вместе вырабатывали 19 тыс. кВт (19 044 кВт.).
Для реализации масштабного проекта В. Ф. Добротворский учредил акционерное общество «Петербургское общество электрической передачи силы водопадов», рассчитывая прежде всего на частные инвестиции. Главным недостатком разработанной схемы стал её масштаб, требующий больших финансовых вливаний, на которые ни внутренний отраслевой рынок, ни внешние агенты влияния (немецкие и бельгийские капиталы) оказались не способны. В конечном счете проект потерпел коммерческую неудачу. В. Ф. Добротворский вынужден был фактически отдать «Общество электропередачи» под влияние крупных игроков столичного рынка, таких как «Общество 1886 года» и «Всеобщая компания электричества», сосредоточившихся лишь на вуоксинской части.
Несмотря на невостребованность в дореволюционной России, планы В. Ф. Добротворского нашли свое продолжение в проектах советской электрификации.

### Другие проекты
В. Ф. Добротворский не оставался в стороне от политических событий: в разгар первой русской революции он разработал проект избирательного закона в Государственную Думу (1905 г.), который, впрочем, остался без внимания.
В. Ф. Добротворский разработал и запатентовал двуголовый зетобразный рельс и модель двигателя.
Последний проект, опубликованный в 1915 году, инженер посвятил крайне актуальному в условиях войны вопросу — созданию Южно-Донецкой сети железных дорог для увеличения поставок угля в центр и объёмов экспорта зерна.

## Семья
Был женат вторым браком на вдове подданного Великобритании Лидии Дмитриевне Диксон (урожденной Орловой).

## Портрет
Как указывает исследователь Б. Н. Ржонсницкий, атрибутирован лишь один портрет В. Ф. Добротворского, сохранившийся в портретной коллекции русских деятелей, собранной П. В. Гейцыгом, начальником финансового отделения департамента общих дел МВД.

## Опубликованные труды
1. Добротворский В. Снабжение г. С.-Петербурга электрической энергией, переданной от водопадов Нарвского и Иматры. М.: тип.-лит. О. И. Ляшкевич и Ко. 1895. 25 с.
2. Добротвосркий В. Ф. Всеобщие выборы жеребьевыми выборщиками народных представителей из кандидатов, избираемых компетентными съездами в отделы Государственной Думы и Высочайший манифест 17 октября 1905 г. С.-Петербург: Путиловский завод, [1905]. 18 с.
3. Добротворский В. Ф. Двигатель с попеременно вращающимися поршнями: Охранное свидетельство на привилегию за № 20583 / Инж.-мех. В. Добротворский. С.-Петербург: Т-во худож. печати, 1904. 10 с.
4. Добротворский В. Ф. Двуголовый зетообразный рельс инженера Вениамина Федоровича Добротворского. С.-Петербург: тип. П. Ф. Пантелеева, 1906. 7 с.
5. Добротворский В. Ф. Общественное пользование для г. С.-Петербурга преобразованной в электрическую энергию водной силой, рек Волхова, Наровы и Вуоксы. С.-Петербург: тип.-лит. Ф. Вайсберга и П. Гершунина, 1903. 18 с.
6. Добротворский В. Ф. Электропередачи силы порогов Волхова, Наровы и Иматры в С.-Петербург. Доклад инженер-механика В. Ф. Добротворского на Первом Всероссийском Электротехническом Съезде. С.-Петербург: тип. Главного управления уделов, 1900. 87 с.
7. Добротворский В. Ф. Южно-Донецкая железная дорога: Проект д.с.с. инж. В. Ф. Добротворского. Петроград: тип. Т-во худож. печати, 1915. 27 с.
8. К проекту электрической передачи энергии от Нарвского водопада в Петербург. Из доклада инженера В. Ф. Добротворского, сделанного им в Императорском Русском техническом обществе 13 мая 1894 г. С.-Петербург: тип. П. И. Бабкина. 1894. 8 с.